# Tratado Indo-Soviético de Amistad y Cooperación
El Tratado Indo-Soviético de Paz, Amistad y Cooperación fue un tratado firmado entre India y la Unión Soviética en agosto de 1971 que especificaba la cooperación estratégica mutua. Esta fue una desviación significativa de la posición anterior de India de no alineación durante la Guerra Fría y fue un factor en la guerra indo-pakistaní de 1971.
El tratado fue causado por el aumento de los lazos de Pakistán con China y los Estados Unidos y desempeñó un papel importante en la Guerra de Liberación de Bangladés de 1971. La duración del tratado era de 20 años y se renovó por otros 20 años el 8 de agosto de 1991. Tras la disolución de la Unión Soviética, fue reemplazado por un Tratado de Amistad y Cooperación Indo-Ruso de 20 años durante la visita del Presidente Borís Yeltsin a Nueva Delhi en enero de 1993.

## Relaciones indo-soviéticas

### Primeras relaciones
Las relaciones iniciales de la India con la Unión Soviética después de la independencia de la primera fueron ambivalentes y estuvieron guiadas por la decisión de Jawaharlal Nehru de permanecer no alineado y ser parte activa de su gobierno en la Mancomunidad de Naciones. Sin embargo, en febrero de 1954, la administración del presidente estadounidense Dwight Eisenhower anunció la decisión de proporcionar armas a Pakistán, a lo que siguió un mes después la incorporación de Pakistán a SEATO y luego a CENTO. Ambos acuerdos dieron a Pakistán un equipo militar sofisticado y ayuda económica.
La situación en desarrollo alarmó a India, que tenía relaciones incómodas con Pakistán. Dado que Pakistán también estaba cerca de la Unión Soviética, también proporcionó a Moscú la necesidad y la oportunidad de desarrollar sus relaciones con India, cuyo estatus como líder del Movimiento de Países No Alineados también permitiría a los soviéticos reforzar su política en el Tercer Mundo. 
India y la Unión Soviética, por lo tanto, siguieron políticas similares basadas en la amenaza de seguridad común nacida de los intereses estadounidenses en Pakistán. Fue en ese contexto que India y la Unión Soviética intercambiaron agregados militares.
Aunque se produjo la cooperación indo-soviética, la ayuda militar soviética a la India aumentó considerablemente durante el contexto del deterioro de las relaciones chino-soviéticas y chino-indias. La guerra sino-india de 1962 hizo que el eje chino-pakistaní fuera otro impulso para la creciente cooperación entre India y la Unión Soviética.
En 1965, las relaciones indo-soviéticas habían entrado en una fase muy importante que duró hasta 1977. Según Rejaul Karim Laskar, un estudioso de la política exterior india, 1965 a 1977 fue la "edad de oro" de las relaciones indo-soviéticas.

### 1971
En los resultados de las elecciones generales en Pakistán en 1970, el presidente Yahya Khan se mostró insatisfecho con la victoria de la Liga Awami, el partido bengalí que tenía su base de poder en Pakistán Oriental (ahora Bangladés). Estalló un desacuerdo entre los líderes de la Liga Awami y los líderes del Partido Popular, que fue el segundo partido más grande en las elecciones después de la Liga Awami. El ejército paquistaní, bajo las órdenes del general Tikka Khan, usó disparos durante casi una semana para hacerse con el control de la capital y ciudad más grande de Pakistán Oriental, Daca. Tikka Khan también se dirigió a la población hindú en el este de Pakistán. Esto condujo a un éxodo masivo de bengalíes en su mayoría hindúes, que huyeron a la India.
El gobierno indio, bajo el liderazgo de Indira Gandhi, se vio enfrentado a una gran catástrofe humanitaria, ya que de ocho a diez millones de bengalíes huyeron del este de Pakistán a campos de refugiados superpoblados y con fondos insuficientes en la India. Indira Gandhi decidió en abril que se necesitaba una guerra para detener el éxodo y obligar a millones de refugiados bengalíes a regresar a sus hogares. El gobierno indio deseaba involucrarse en la Guerra de Liberación de Bangladés para involucrar al ejército paquistaní y ayudar a Mukti Bahini a separar el este de Pakistán de la federación.
Sin embargo, el liderazgo paquistaní estaba muy bien conectado, ya que Yahya Khan tenía una estrecha amistad personal con el presidente estadounidense Richard Nixon y albergaba excelentes relaciones diplomáticas con la China de Mao. En estas circunstancias, Gandhi estaba muy nerviosa por enviar un ejército a Pakistán Oriental.
Para su alivio, el liderazgo soviético estaba abierto a las negociaciones. El Tratado de Amistad y Cooperación subsiguiente, firmado en agosto de 1971, fue muy flexible, pero envió una fuerte señal a Washington y Pekín. El tratado fue un fuerte incentivo adicional para que Nixon y Mao siguieran adelante con su reunión planeada, que tuvo lugar en febrero de 1972. Eventualmente, dado que Nixon necesitaba a Brézhnev para poner fin a la guerra de Vietnam, las fricciones entre ambas superpotencias se agilizaron, lo que allanó el camino para la inmensamente cumbre importante que se convocó en Moscú en mayo de 1972. La Unión Soviética, ahora un aliado indio, también intervino en la guerra civil en Pakistán en nombre de India.

## Después de la Guerra Fría
Artículo principal: Relaciones India-Rusia